# ᴺ
Cette page contient des caractères spéciaux ou non latins. S’ils s’affichent mal (▯, ?, etc.), consultez la page d’aide Unicode.
ᴺ, appelée n majuscule en exposant, n majuscule supérieur ou lettre modificative majuscule n, est un symbole phonétique utilisé dans l’alphabet phonétique ouralien tel qu’utilisé par Lagercrantz Il est formé de la lettre majuscule latine N ‹ N › mise en exposant.

## Utilisation
Dans l’alphabet phonétique ouralien utilisé par Eliel Lagercrantz (fi) dans Lappischer Wortschatz publié en 1939, ‹ ᴺ › représente la fin non voisée d’une consonne nasale alvéolaire voisée dans la séquence ‹ nᴺ ›; le n minuscule ‹ n › représentant une consonne nasale alvéolaire voisée et la petite capitale ‹ ɴ › indiquant le dévoisement de celle-ci.

## Représentations informatiques
La lettre modificative majuscule n peut être représentée avec les caractères Unicode suivants (Extensions phonétiques) :
| formes       | représentations | chaînes de caractères | points de code | descriptions                    |
| ------------ | --------------- | --------------------- | -------------- | ------------------------------- |
| modificative | ᴺ               | ᴺ                     | U+1D3A         | lettre modificative majuscule n |